# Skrzydłowarg
Skrzydłowarg (Pterinochilus) – rodzaj pająków z rodziny ptasznikowatych. Obejmuje 10 opisanych gatunków. Zamieszkują krainę etiopską.

## Morfologia
Pająki osiągające od 19 do 62 mm długości ciała, przy czym samice są większe od samców.
Karapaks ma jamkę niewygiętą i pozbawioną guzka. Na tylno-bocznej powierzchni szczękoczułka leży skopula z pierzastych szczecinek o funkcji strydulacyjnej, współpracująca z niepodzieloną skopulą podobnych szczecinek na przednio-bocznej powierzchni krętarza nogogłaszczka; u dużych okazów niektórych gatunków pierzaste szczecinki występować mogą jeszcze w nasadowej części przednio-bocznej powierzchni uda nogogłaszczka. Brak skopul w górnej części przednio-bocznych powierzchni szczękoczułków, brak szczecinek strydulacyjnych na przednio-bocznej powierzchni szczęk, jak również brak szeregu szczecin poniżej skopuli szczękoczułków odróżnia sten rodzaj od niektórych pokrewnych. Sternum ma trzy pary sigilla umieszczonych przykrawędziowo, z których ostatnia jest okrągława.
Nogogłaszczki i odnóża dwóch pierwszych par są chudsze niż u słonecznogłowów. Nadstopie pary trzeciej i czwartej zaopatrzone jest w kolec odsiebno-przednio-grzbietowy. Goleń pierwszej pary u samca dysponuje w odsiebnej części dobrze wykształconą apofizą przednio-brzuszną zwieńczoną megakolcem. Poza tym nadstopie pierwszej pary u samca bywa wygięte lub proste, a udo trzeciej pary może być nabrzmiałe. Odnóża czwartej pary nie mają natomiast rozdętych goleni w przeciwieństwie do samic mocarników.
Kądziołki przędne tylnej pary mają palcowaty człon wierzchołkowy. Genitalia samicy zawierają jedną parę spermatek. Są one wydłużone, rzadko półkoliste. Mogą być zwieńczone wyodrębnionym płatem końcowym.

## Rozprzestrzenienie
Rodzaj afrotropikalny, podawany z Sudanu Południowego, Somalii, Etiopii, DR Konga, Ugandy, Rwandy, Burundi, Kenii, Tanzanii, Angoli, Zambii, Mozambiku, Namibii, Botswany, Zimbabwe i Południowej Afryki.

## Taksonomia

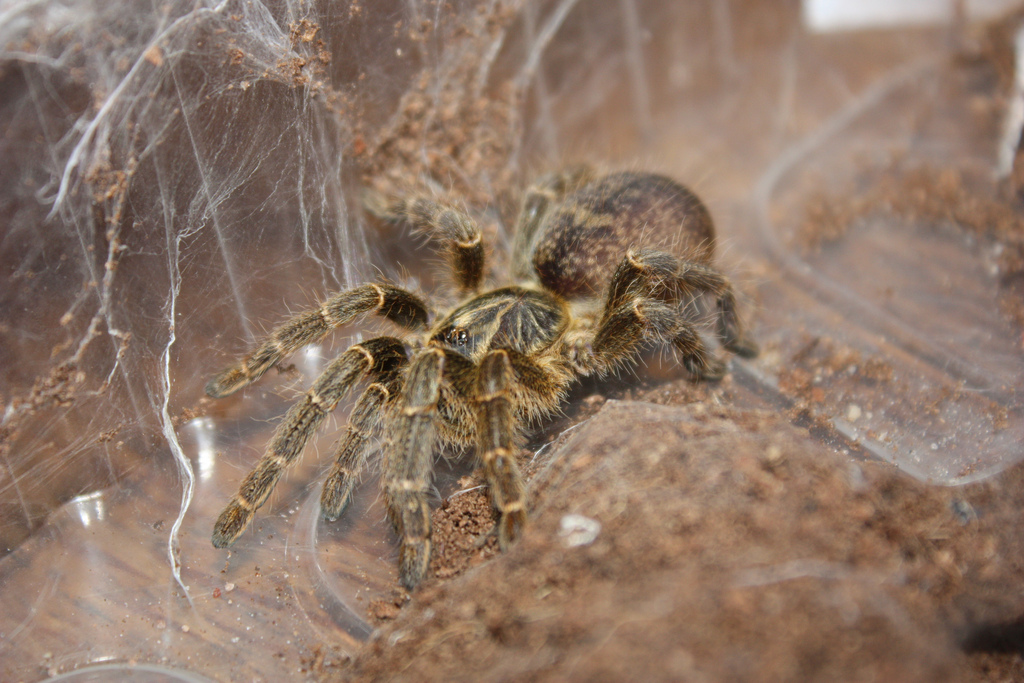
Skrzydłowarg strunowy

Takson ten wprowadzony został w 1897 roku przez Reginalda I. Pococka na łamach „Proceedings of the Zoological Society of London”. Gatunkiem typowym został opisany w tej samej publikacji P. vorax.
Do rodzaju zalicza się 10 opisanych gatunków:
- Pterinochilus alluaudi Berland, 1914 – skrzydłowarg czarnogłowy
- Pterinochilus andrewsmithi Gallon, 2009 – skrzydłowarg nadjeziorny
- Pterinochilus chordatus (Gerstäcker, 1873) – skrzydłowarg strunowy
- Pterinochilus cryptus Gallon, 2008 – skrzydłowarg skryty
- Pterinochilus lapalala Gallon et Engelbrecht, 2011 – skrzydłowarg ochronny
- Pterinochilus lugardi Pocock, 1900 – skrzydłowarg botswański
- Pterinochilus murinus Pocock, 1897 – skrzydłowarg myszowaty
- Pterinochilus raygabrieli Gallon, 2009 – skrzydłowarg górski
- Pterinochilus simoni Berland, 1917 – skrzydłowarg nadbrzeżny
- Pterinochilus vorax Pocock, 1897 – skrzydłowarg żarłoczny.